# كوين ماك
كوين ماك (بالإنجليزية: Quinn Mack)‏ هو لاعب كرة قاعدة أمريكي، ولد في 11 سبتمبر 1965 في لوس أنجلوس في الولايات المتحدة.